# 庫紐姆布基區
6°18′46″S 76°40′17″W / 6.3127°S 76.6715°W
庫紐姆布基區（西班牙語：Distrito de Cuñumbuqui），是秘魯的一個區，位於該國中北部聖馬丁大區的拉馬斯省，始建於1933年10月16日，面積191.5平方公里，海拔高度240米，2005年人口3,828，人口密度每平方公里20人。